# Carl Friedrich von Denzin
Carl Friedrich von Denzin (bis 1861: Denzin; * 16. Oktober 1800 in Schlawe; † 19. Juli 1876 in Lauenburg in Pommern) war ein preußischer und deutscher konservativer Politiker.

## Leben
Denzin, geboren in Schlawe in Pommern, stammte aus der ländlichen Unterschicht und war Müllergeselle gewesen. Aus eigener Kraft brachte er es zum Mühlen- und Gutsbesitzer in Lauenburg in Pommern.
Von 1841 bis 1864 war er Mitglied des Provinziallandtages der Provinz Pommern. Er wurde in den 7. bis 9. Provinziallandtag als Vertreter des Standes der Städte gewählt. Als solcher war er 1847/48 auch Mitglied des Ersten und Zweiten vereinigten Landtages. In den 10. bis 15. Provinziallandtag wurde er als Vertreter des Standes der Landgemeinden gewählt.
Im Erfurter Unionsparlament von 1850 gehörte er dem Staatenhaus an. Zwischen 1848 und 1853 war Denzin zudem Mitglied der ersten Kammer des preußischen Landtages. Dort stellte er den nach ihm und Heinrich Friedrich von Itzenplitz benannten Antrag zur Abänderung der Kreis- und Gemeindeordnung, der 1850 vom Parlament angenommen wurde. Seit 1852 gehörte Denzin der zweiten Kammer beziehungsweise dem preußischen Abgeordnetenhaus an, in dem er bis zu seinem Tode 1876 als Abgeordneter den Wahlkreis Köslin 1 (Lauenburg – Bütow – Stolp) vertrat. Im Abgeordnetenhaus gründete er 1853 zusammen mit Adolf zu Hohenlohe-Ingelfingen eine konservative Fraktion, die bis 1858 Bestand hatte. Durch die neue Ära sank deren Mitgliederzahl auf 13 ab. In der in der folgenden Legislaturperiode gebildeten neuen konservativen Fraktion gehörte Denzin dem Vorstand an. In verschiedener Weise setzte er sich für seinen Wahlkreis etwa in der Frage der pommerschen Lehnsverhältnisse ein. Auch die Eisenbahn Köslin-Danzig wurde von ihm gefördert. Er gehörte von 1867 bis 1876 zunächst dem Norddeutschen und danach dem Deutschen Reichstag an. 1867 vertrat er als Abgeordneter den Wahlkreis Köslin 2 (Fürstenthum), anschließend den Wahlkreis Köslin 1 (Stolp, Lauenburg i. Pom.).
Er wurde im Jahre 1861 bei der Krönung König Wilhelms I. in Königsberg in den Adelsstand erhoben. Er starb 1876 in Lauenburg in Pommern.